# Розщеплення матриць
У математичній дисципліні чисельної лінійної алгебри розщеплення матриці — це вираз, який представляє задану матрицю як суму чи різницю матриць. Багато ітераційних методів (наприклад, для систем диференціальних рівнянь ) залежать від прямого розв’язання матричних рівнянь із застосуванням матриць більш загальних, ніж тридіагональні матриці . Ці матричні рівняння часто можна розв’язувати безпосередньо й ефективно, якщо вони записані у вигляді розщеплення матриці. Методика була розроблена Річардом С. Варгою в 1960 році.